# Gourmandises
Gourmandises (französisch für „Köstlichkeiten“) ist das Debütalbum der französischen Pop-Sängerin Alizée. Es wurde am 28. November 2000 in Frankreich veröffentlicht.

## Hintergrund
Nach Alizées Auftritt in der französischen Talent-Show Graines de Star des Fernsehsenders M6, bei der sie den Musikproduzenten Laurent Boutonnat und die Sängerin Mylène Farmer traf, wurde sie von beiden eingeladen, Probeaufnahmen zu erstellen. Farmer suchte damals eine junge Sängerin für den von ihr geschriebenen Song Moi… Lolita. Alizée überzeugte bei diesen Probeaufnahmen, so dass Farmer entschloss, dieses Lied als Single mit Alizée als Sängerin zu veröffentlichen. Die Aufnahmen dazu fanden Mitte 2000 statt. Als der Erfolg von Moi… Lolita abzusehen war, wurde mit Alizée Mitte 2000 ein komplettes Studioalbum aufgenommen und in Frankreich am 28. November 2000 veröffentlicht.
Genretechnisch sind die Lieder auf Gourmandises dem French Pop einzuordnen, beinhalten jedoch auch Einflüsse der elektronischen Musik.

## Titelliste
| Nr. | Titel                       | Länge |
| --- | --------------------------- | ----- |
| 1.  | Moi… Lolita                 | 4:27  |
| 2.  | Lui Ou Toi                  | 4:19  |
| 3.  | L'Alizé                     | 4:18  |
| 4.  | J.B.G.                      | 4:01  |
| 5.  | Mon maquis                  | 5:44  |
| 6.  | Parler tout bas             | 4:43  |
| 7.  | Veni vedi vici              | 4:22  |
| 8.  | Abracadabra                 | 4:08  |
| 9.  | Gourmandises                | 4:16  |
| 10. | À quoi rêve une jeune fille | 4:09  |

## Mitwirkende
Die Angaben der Credits sind vom Covertext von Gourmandises übernommen.
| - Alizée: Gesang, Begleitgesang (alle Lieder) - Laurent Boutonnat: Keyboard, Programmierung - Bernard Paganotti: Bass - Slim Pezin: Gitarre - Matthieu Rabaté: Schlagzeug - Ann Calvert: Refrain (J.B.G. und Veni vedi vici) - Emeline Chetaud: Musikalische Assistenz - Jérôme Devoise & Didier Lozahic: Toningenieure | - Stéphane Briand & Denis Caribaux: Assistenten Toningenieur - Bertrand Châtenet: Abmischung (Moi… Lolita) - Didier Lozahic: Abmischung (Lui ou toi bis À quoi rêve une jeune fille) - Mastering: Bruno Gruel, André Perriat - Executive Producer: Paul Van Parys - Laurent Boutonnat: Fotografie - Henry Neu: Artwork |

## Singleauskopplungen
Aus dem Album Gourmandises wurden insgesamt vier Singles veröffentlicht.

### Moi… Lolita
Moi… Lolita (dt.: „Ich… Lolita“) war die Debütsingle von Alizée und gleichzeitig ihr kommerzieller Durchbruch. Beim Zeitpunkt der Veröffentlichung der Single war Alizée 15 Jahre alt. Inhaltlich beschreibt das Lied eine verführerische Lolita, basierend auf dem gleichnamigen Roman von Vladimir Nabokov. Während das Lied in Frankreich bereits 2000 veröffentlicht wurde, erfolgte die Veröffentlichung im restlichen Europa erst ein Jahr später. Moi… Lolita stieg auf Platz 9 der französischen Singlecharts ein und konnte sich 31 Wochen in den Top 10 halten. Mit Platz 2 verpasste das Lied die Spitzenposition nur knapp. In den deutschen Singlecharts erreichte das Lied als Höchstposition Platz 5 und konnte sich insgesamt neun Wochen in den Top 10 halten. In vielen weiteren europäischen Ländern gelang Moi… Lolita in die Charts, Nummer-eins-Platzierungen gelangen in Italien und Spanien.
| ChartsChartplatzierungen     | Höchstplatzierung | Wochen |
| ---------------------------- | ----------------- | ------ |
| Deutschland (GfK)            | 5 (26 Wo.)        | 26     |
| Frankreich (SNEP)            | 2 (44 Wo.)        | 44     |
| Österreich (Ö3)              | 5 (20 Wo.)        | 20     |
| Schweiz (IFPI)               | 11 (73 Wo.)       | 73     |
| Vereinigtes Königreich (OCC) | 9 (13 Wo.)        | 13     |

| Land/Region        | Auszeichnungen für Musikverkäufe (Land/Region, Auszeichnung, Verkäufe) | Verkäufe |
| ------------------ | ---------------------------------------------------------------------- | -------- |
| Belgien (BRMA)     | 2× Platin                                                              | 60.000   |
| Frankreich (SNEP)  | Diamant                                                                | 750.000  |
| Niederlande (NVPI) | Gold                                                                   | 40.000   |
| Schweiz (IFPI)     | Gold                                                                   | 25.000   |
| Insgesamt          | 2× Gold · 2× Platin · 1× Diamant ·                                     | 875.000  |

### L’Alizé
L’Alizé (dt.: „Der Passatwind“) wurde als zweite Single des Albums veröffentlicht und erreichte Ende 2000 Platz 1 in den französischen Singlecharts. Im restlichen Europa war die Single jedoch nicht ganz so erfolgreich wie Moi… Lolita und erreichte nur in den belgischen Charts (Wallonien) die Top-10.
| ChartsChartplatzierungen | Höchstplatzierung | Wochen |
| ------------------------ | ----------------- | ------ |
| Deutschland (GfK)        | 43 (9 Wo.)        | 9      |
| Frankreich (SNEP)        | 1 (26 Wo.)        | 26     |
| Österreich (Ö3)          | 52 (5 Wo.)        | 5      |
| Schweiz (IFPI)           | 23 (18 Wo.)       | 18     |

| Land/Region       | Auszeichnungen für Musikverkäufe (Land/Region, Auszeichnung, Verkäufe) | Verkäufe |
| ----------------- | ---------------------------------------------------------------------- | -------- |
| Frankreich (SNEP) | Platin                                                                 | 500.000  |
| Insgesamt         | 1× Platin ·                                                            | 500.000  |

### Parler tout bas
Parler tout bas (dt.: „leise sprechen“) war die dritte Singleveröffentlichung aus Gourmandises und erschien im April 2001 in Frankreich. Auf eine Veröffentlichung außerhalb Frankreichs und Belgien wurde verzichtet.
| ChartsChartplatzierungen | Höchstplatzierung | Wochen |
| ------------------------ | ----------------- | ------ |
| Frankreich (SNEP)        | 12 (23 Wo.)       | 23     |

| Land/Region       | Auszeichnungen für Musikverkäufe (Land/Region, Auszeichnung, Verkäufe) | Verkäufe |
| ----------------- | ---------------------------------------------------------------------- | -------- |
| Frankreich (SNEP) | Gold                                                                   | 250.000  |
| Insgesamt         | 1× Gold ·                                                              | 250.000  |

### Gourmandises
Die Single Gourmandises (dt.: „Köstlichkeiten“) wurde in Frankreich, Belgien und der Schweiz als viertes und letztes Lied aus dem gleichnamigen Album veröffentlicht. Kommerziell konnte Alizée mit diesem Lied zumindest in Frankreich mit den vorigen Veröffentlichungen mithalten, das Lied erreichte die Top-20 der französischen Singlecharts und wurde zudem in Frankreich mit einer goldenen Schallplatte ausgezeichnet.
| ChartsChartplatzierungen | Höchstplatzierung | Wochen |
| ------------------------ | ----------------- | ------ |
| Frankreich (SNEP)        | 14 (29 Wo.)       | 29     |
| Schweiz (IFPI)           | 70 (5 Wo.)        | 5      |

| Land/Region       | Auszeichnungen für Musikverkäufe (Land/Region, Auszeichnung, Verkäufe) | Verkäufe |
| ----------------- | ---------------------------------------------------------------------- | -------- |
| Frankreich (SNEP) | Gold                                                                   | 250.000  |
| Insgesamt         | 1× Gold ·                                                              | 250.000  |

## Rezensionen
Gourmandises wurde von den Kritikern positiv aufgenommen. Für Michael Frömmer von Laut.de „überzeugt Gourmandises durch eine recht abwechslungsreiche Mischung aus schön arrangierten Rock- und Popklängen“. Abschließend bezeichnet er das Album als „ein hübsch arrangiertes Pop-Album, das von der angenehmen Stimme der 17-jährigen Alizée aufgewertet wird und ein kleines Stückchen Frankreich durch die Lautsprecher haucht“.

## Kommerzieller Erfolg

### Chartplatzierungen
Gourmandises war besonders in Frankreich kommerziell erfolgreich. Nachdem das Album am 2. Dezember 2000 auf Platz zehn in den französischen Albumcharts eingestiegen ist, konnte es Woche für Woche steigen, bis es in der zehnten Chartwoche Platz eins dieser Charts erreichte. Diese Platzierung konnte eine Woche gehalten werden, insgesamt verbrachte das Album 84 Wochen in den französischen Charts. In Deutschland und der Schweiz erreichte das Album die Top 30, in Österreich konnte als Höchstplatzierung Platz 40 erreicht werden. In Belgien-Wallonien erreichte Gourmandises ebenfalls eine Top-10-Platzierung.
| ChartsChartplatzierungen | Höchstplatzierung | Wochen |
| ------------------------ | ----------------- | ------ |
| Deutschland (GfK)        | 29 (21 Wo.)       | 21     |
| Frankreich (SNEP)        | 1 (84 Wo.)        | 84     |
| Österreich (Ö3)          | 40 (9 Wo.)        | 9      |
| Schweiz (IFPI)           | 27 (50 Wo.)       | 50     |

| ChartsJahrescharts (2000) | Platzierung |
| ------------------------- | ----------- |
| Frankreich (SNEP)         | 51          |

| ChartsJahrescharts (2001) | Platzierung |
| ------------------------- | ----------- |
| Frankreich (SNEP)         | 12          |

| ChartsJahrescharts (2002) | Platzierung |
| ------------------------- | ----------- |
| Frankreich (SNEP)         | 146         |

### Auszeichnungen für Musikverkäufe
Gourmandises verkaufte sich laut Quellen über vier Millionen Mal weltweit. RFI Musique geht davon aus, dass Mylène Farmer als Produzentin, Songschreiberin und Komponistin insgesamt 10,4 Millionen Euro an diesem Album und den dazugehörigen Singles verdiente. Es verkaufte sich alleine in Europa über eine Million Mal, davon 600.000 Mal in Frankreich.
| Land/Region       | Auszeichnungen für Musikverkäufe (Land/Region, Auszeichnung, Verkäufe) | Verkäufe  |
| ----------------- | ---------------------------------------------------------------------- | --------- |
| Belgien (BRMA)    | Gold                                                                   | (15.000)  |
| Europa (IFPI)     | Platin                                                                 | 1.000.000 |
| Frankreich (SNEP) | 2× Platin                                                              | (600.000) |
| Schweiz (IFPI)    | Platin                                                                 | (50.000)  |
| Insgesamt         | 1× Gold · 4× Platin ·                                                  | 1.000.000 |